# حصة سعد العبد الله الصباح
الشيخة حصة سعد العبد الله الصباح (4 أغسطس 1950 -)، ابنة أمير الكويت الرابع عشر الشيخ سعد العبد الله السالم الصباح من زوجته الشيخة لطيفة الفهد السالم الصباح. حاصلة على ليسانس بإدارة العامة والعلوم السياسية من الجامعة الأمريكية في بيروت. ترأس الشركة الدولية لأعمال البترول International Marine Petroleum Company. كما أنها رأست قسم البحث والتطوير للخدمات الطبية في المستشفي العسكري التابع لوزارة الدفاع في الكويت وذلك حتى شهر مايو 2001. ترأس لجنة مكافحة المخدرات بالجمعية الكويتية التطوعية النسائية لخدمة المجتمع وذلك منذ عام 1995 حتى الآن. كما أنها نائبة رئيس اللجنة الكويتية لمكافحة المخدرات من شهر إبريل 1996 إلى الآن. وترأس المكتب التنفيذي للجنة الكويتية لمكافحة المخدرات منذ شهر مارس 1997 إلى الآن. كما أنها اختيرت رئيساً شرفياً للاتحاد العربي للجمعيات غير الحكومية للوقاية من الإدمان وذلك في نوفمبر 1996 إلى الآن. وهي عضو في اللجنة الوطنية لمكافحة المخدرات منذ عام 1999، وفي الجمعية الخيرية لسراييفو، وفي المجلس الدولي لمكافحة الكحول والإدمان (بالإنجليزية: ICAA)‏ منذ عام 1999. كما أنها رئيسة لجنة سيدات الأعمال الكويتية منذ عام 1999 وحتى الآن. ورأست أيضاً مجلس سيدات الأعمال العرب للدورة الأولى بالاعوام 1999-2002. وأختيرت مره أخرى رئيسة لمجلس سيدات الأعمال العرب للدورة الثانية بالاعوام 2002-2006. كما أنها رأست وفد الكويت في مؤتمر المرأة والسياسة بالجمهورية التونسية في مايو 2001. كما أنها عينت مستشار بمكتب وزير الدفاع في الكويت بشهر مايو 2001 وحتى الآن. وهي ترأس المجلس النسائي العربي الأفريقي منذ سبتمبر 2002 حتى الآن. كما رأست وفد الكويت لمؤتمر قمة المرأة العربية الثانية والذي عقد في المملكة الأردنية الهاشمية في نوفمبر 2002. وكرمت أكثر من مرة من قبل عدد من المنظمات الدولية والإقليمية. في 5 أكتوبر 2012 انتخبت نائبًا لرئيس غرفة التجارة الإيطالية العربية.